# Тикелл, Кэтрин
Кэ́трин Ти́келл (анг. Kathryn Tickell; род. 8 июня 1967, Уолсолл, Англия) — английский музыкант, известная своей мастерской игрой на нортумбрийской волынке и скрипке. 

## Биография

### Ранний период жизни
Кэтрин Тикелл родилась в Уолсолле, затем в Стаффордшире, в семье выходцев из Нортумберленда, которые вернулись туда вместе с семьей, когда Кэтрин было семь лет.  Её дедушка по отцовской линии играл на аккордеоне, скрипке и органе. Отца звали Майк Тикелл, он исполнял песни, а мать играла на концертине.
Её первым инструментом было фортепиано, когда ей было шесть лет. Год спустя она подобрала набор нортумбрийских трубок, принесенных домой ее отцом, который предназначал их для кого-то другого. Разочарованная скрипкой и фортепиано, она узнала, что дудка вознаградила ее усилия. Она была вдохновлена старшими музыкантами, такими как Вилли Тейлор, Уилл Аткинсон, Джо Хаттон и Билли Пигг.

## Музыкальная карьера

### Исполнение и запись
В тринадцать лет она приобрела репутацию благодаря выступлениям на фестивалях и победам в конкурсах трубок.  Когда ей было семнадцать, она выпустила свой первый альбом On Kielder Side (Saydisc, 1984), который записала в доме своих родителей. В том же году она была назначена официальным волынщиком лорд-мэра Ньюкасла, должность, которая оставалась вакантной в течение 150 лет.  Она сформировала группу Кэтрин Тикелл с Карен Твид на аккордеоне, басу и гитаре и выпустила первый альбом группы в 1991 году на Black Crow Records. 
Позже в группу вошли Питер Тикелл на скрипке, Джулиан Саттон на мелодеоне и Джосс Клэпп на гитаре.  В 2001 году группа Кэтрин Тикелл стала первой группой, исполнившей традиционную народную музыку на концертах Promenade в Лондоне. 
Она записывалась с оркестром Penguin Cafe Orchestra, когда им руководил Саймон Джеффс . Она познакомилась с Джеффсом, когда была подростком, и он написал для нее песню «Organum». После смерти Джеффса она снова играла с оркестром более десяти лет спустя, когда им руководил его сын Артур.
Тикелл также записывался с The Chieftains, The Boys of the Lough, Джимми Нейлом, Линдой Томпсон, Аланом Парсонсом и Энди Шеппардом .  Она выступала вживую со Стингом, который также из Ньюкасл-апон-Тайн, и записывалась с ним на его альбомах The Soul Cages (1991), Ten Summoner's Tales (1993), Mercury Falling (1996), Brand New Day (1999)., Если зимней ночью (2009 г.) и Последний корабль (2013 г.).
Два бывших участника традиционной музыкальной группы Северо-Восточной Англии High Level Ranters появились на ее альбомах: Том Гилфеллон в On Kielder Side и Алистер Андерсон в Borderlands (1986). Последний альбом был посвящен футбольной команде Wark. Несколько других волынщиков появились на ее альбомах: Трой Донокли в «Debatable Lands », Патрик Молард в «The Gathering » и Мартин Беннетт в « Borderlands ». Дискуссионные земли включали композицию Кэтрин Тикелл «Наша Кейт», посвященную Кэтрин Куксон.
В 2011 году она приняла участие в благотворительном мероприятии Foundation of Light, организованном Sunderland AFC. 
Она сформировала Kathryn Tickell and the Side с Рут Уолл на кельтской арфе, Луизой Так на виолончели и Эми Тэтчер на аккордеоне. Группа играет смесь традиционной и классической музыки. В 2014 году они выпустили одноименный альбом.  
В 2018 году Тикелл создала новую группу Kathryn Tickell & The Darkening, с которой в 2019 году выпустила альбом Hollowbone . Этот проект сигнализирует о другом подходе, с новым материалом. В треке «Немезида», основанном на текстах римской эпохи и мелодии придворного музыканта императора Адриана Месомеда, есть полувоображаемое вторжение в предысторию нортумбрийской музыки. В «Out Spells Out» есть набег на мир шаманизма предков. Альбом был встречен критиками с четырьмя звездами в The Observer и Financial Times, как и различные национальные туры группы в первые два года ее существования. 

### Другие проекты
В 1987 году начало ее карьеры было описано в телевизионном документальном фильме «Долгая традиция ». Еще один документальный фильм Кэтрин Тикелл «Нортумбрия » вышел в 2006 году. В 1997 году Тикелл основал Фонд молодых музыкантов Фонда Тайн и Уир, чтобы предоставить деньги молодым людям на северо-востоке Англии, которые хотели изучать музыку. Она основала Фестиваль Северо-Востока и с 2009 по 2013 год была художественным руководителем Народного творчества. 

## Награды и отличия
- Официальный волынщик лорд-мэра Ньюкасл-апон-Тайн, 1984 г.
- Музыкант года, BBC Radio 2 Folk Awards, 2004, 2013
- Медаль Королевы музыки, 2009 г.
- Лучший традиционный альбом, Spiral Earth Awards, Northumbrian Voices
- Орден Британской империи, 2015 г. [10] [11]
- Почетная степень Открытого университета, 2015 г. [12]
- Заместитель лейтенанта Нортумберленда, 2015 г. [13]
- Почетная степень ( M.Mus ), Даремский университет, 2017 г. [14]
- Почетная степень ( D.Mus ), Ньюкаслский университет, 2019 г. [15]

## Дискография
Кэтрин Тикелл
- На стороне Килдера (Saydisc, 1984)
- Пограничье ( Черный ворон, 1987)
- Общие основания (Черный ворон, 1988)
- Сбор ( Парк, 1997)
- Спорные земли (Парк, 2000)
- Странно, но правда (2006)
- Голоса Нортумбрии (Парк, 2012) [16]

Кэтрин Тикелл и Коррина Хьюат
- Небо не упало (Парк, 2006)

Кэтрин Тикелл и Ensemble Mystical
- Ансамбль Mystical (Парк, 2001)

Кэтрин Тикелл и друзья
- Коллекция Нортумберленда (Парк, 1998)
- Вода Тайна (Resilient, 2016) [17]

Кэтрин Тикелл и Питер Тикелл
- Что мы делаем (Resilient, 2008)

Кэтрин Тикелл и затемнение
- Полая кость (Resilient, 2019)

Кэтрин Тикелл и сторона
- Кэтрин Тикелл и сторона (Resilient, 2014)

Группа Кэтрин Тикелл
- Группа Кэтрин Тикелл (Black Crow, 1991)
- Знаки (Черный ворон, 1993)
- Воздушные танцы (Парк, 2004)
- Инструментальная (Парк, 2007)

Со Стингом
- 1991 The Soul Cages
- 1993 Ten Summoner’s Tales
- 1996 Mercury Falling
- 1999 Brand New Day
- 2009 If on a Winter’s Night…
- 2013 The Last Ship

С остальными
- 1987 Wide Blue Yonder, Устербанд[англ.]
- 1991 Колокола Дублина, The Chieftains
- 1993 Union Café Penguin Cafe Orchestra[англ.]
- 1993 "Ты держишь ключ", Beth Nielsen Chapman[англ.]
- 1995 Кричащий конец жизни, Устербанд[англ.]
- 2000 Stamping Ground, Род Клементс[англ.]
- 2002 Модное опоздание, Линда Томпсон
- 2003 25-й час, Бланчард, Теренс
- 2003 Эхо копыт, июнь Табор
- 2006 Воссоединение, Дэниел Лапп
- 2008 Durham Concerto, Лорд, Джон
- 2011 Вопрос жизни, Penguin Cafe
- 2012 Калифорния 37, Train (группа)
- 2012 Семнадцать лет, Тощий Листер
- 2013 Wintersmith, Steeleye Span
- 2016 River Silver, Мишель Бенита[18]
- 2019 Джесси Том. 2, Джейкоб Коллиер